# Кіш Станіслав Іванович
Станісла́в Іва́нович Кі́ш (нар. 2 травня 1995 — пом. 3 серпня 2014) — солдат 128-ї окремої гірсько-піхотної бригади Збройних сил України, загинув в ході російсько-української війни.

## Життєпис
Народився 1995 року в селі Онок (Виноградівський район, Закарпатська область). Закінчив 9 класів школи; 2013 року — Виноградівське ВПУ № 34.
Служив за контрактом з вересня 2013-го, солдат, сапер 128-ї окремої Закарпатської механізованої бригади. Захоплювався футболом, грав за сільський клуб «Зірка».
Брав участь у боях за Щастя. 18 липня зазнав осколкових поранень. 3 серпня загинув під Луганськом під час обстрілу позицій військовиків терористами з мінометів та РСЗВ «Град».
Без сина лишилась мама.
Похований 7 серпня 2014-го в своєму селі.

## Нагороди та вшанування
- Указом Президента України № 144/2015 від 14 березня 2015 року, «за особисту мужність і високий професіоналізм, виявлені у захисті державного суверенітету та територіальної цілісності України», нагороджений орденом «За мужність» III ступеня (посмертно)[1].
- Нагороджений нагрудним знаком «За оборону Луганського аеропорту» (посмертно).
- Встановлено меморіальну дошку на фасаді Оноцької школи, де навчався Станіслав[2].
- Його портрет розмішено на меморіалі «Стіна пам'яті полеглих за Україну» у Києві: секція 2, ряд 4, місце 15.
- Вшановується 3 серпня на щоденному ранковому церемоніалі вшанування захисників України, які загинули цього дня у різні роки внаслідок російської збройної агресії на Сході України.